# Universidad de Las Palmas de Gran Canaria Club de Fútbol "B"
L'Universidad de Las Palmas de Gran Canaria Club de Fútbol "B", chiamato comunemente Universidad Las Palmas B, era una società calcistica fondata nel 1998 con sede a Las Palmas, nella Isole Canarie, in Spagna, club affiliato dell'Universidad LPGC. Entrambe le squadre fallirono nel 2011 

## Stagioni
| Stagione | Categoria   | Posizione | Coppa del Re |
| -------- | ----------- | --------- | ------------ |
| 1998/99  | 2ª Regional | 1º        |              |
| 1999/00  | 1ª Regional | 1º        |              |
| 2000/01  | Preferente  | 1º        |              |
| 2001/02  | Preferente  | 3º        |              |
| 2002/03  | Preferente  | 1º        |              |
| 2003/04  | 3ª          | 15º       |              |
| 2004/05  | 3ª          | 9º        |              |
| 2005/06  | 3ª          | 20º       |              |
| 2006/07  | Preferente  | 1º        |              |
| 2007/08  | 3ª          | 9º        |              |
| 2008/09  | 3ª          | 13º       |              |
| 2009/10  | 3ª          | 21º       |              |
| 2010/11  | Preferente  | 10º       |              |

## Palmarès

### Competizioni regionali
- Insular Preferente de Las Palmas: 3  (record condiviso con l'AD Huracán)

2000-2001, 2002-2003, 2006-2007
- Primera Regional Aficionado-Gran Canaría: 1

1999-2000
- Segunda Regional Aficionado-Gran Canaría: 1

1998-1999

### Altri piazzamenti
- Insular Preferente de Las Palmas:

Terzo posto: 2001-2002